# Bronisław Wojciechowski (ekonomista)
Bronisław Wojciechowski (syn) (ur. 24 października 1921 we Lwowie, zm. 1 listopada 1986 w Warszawie) – powstaniec warszawski, ekonomista, historyk.

## Młodość
Wychował się w Borysławiu i we Lwowie, gdzie w 1939 roku zdał maturę w VIII Gimnazjum (wśród jego kolegów z klasy był Wacław Szybalski). Podjął studia na Politechnice Lwowskiej, ale w początkach 1940 przedostał się do Warszawy, gdzie zamieszkała cała rodzina. Od 1941 roku działał w konspiracji, ZWZ i AK, w tym w pracy wywiadowczej na wschód od Warszawy. W 1943 roku ukończył podchorążówkę, studiując zarazem prawo i ekonomię na tajnym uniwersytecie, gdzie go uczył m.in. prof. Stefan Zaleski. Współorganizował spotkania grupy „Sztuka i Naród”, wśród jego przyjaciół byli Zdzisław Stroiński i Tadeusz Gajcy. Chorował na gruźlicę. W Powstaniu Warszawskim dowodził drużyną w kompanii B–3 pułku „Baszta”. Awansowany do stopnia podporucznika. Ranny na początku września, uniknął niewoli, a lecząc się u krewnych w podwarszawskich Pyrach spisał jeszcze w 1944 roku wspomnienia, wydane jako W powstaniu na Mokotowie (1989, 2014). Po wojnie udał się do Łodzi, gdzie dokończył w 1946 roku studia ekonomiczne. 

## Praca zawodowa i naukowa
Pracował w centrali handlu zagranicznego „Cetebe”. Uniemożliwiono mu obronę gotowego doktoratu na temat gospodarki RPA. W 1951 roku usunięty za wojenną przynależność do AK, pracę w handlu zagranicznym podjął znowu w Warszawie w roku 1957. Odbył podróże handlowe do Ameryki Południowej, ale potem pracował głównie naukowo. Interesował się zwłaszcza rachunkiem ekonomicznym w handlu zagranicznym oraz jego wpływem na całą gospodarkę. W 1972 uzyskał doktorat, w 1978 habilitację, a w 1984 roku tytuł profesora nadzwyczajnego. Pracował w Instytucie Koniunktur i Cen Handlu Zagranicznego oraz w Polskiej Akademii Nauk. Był autorem blisko 200 prac, m.in. książek Handel zagraniczny Polski 1945–1969 (z Pawłem Bożykiem), Handel zagraniczny a dochód narodowy Polski (1977) i Importochłonność produkcji w Polsce (1981). Jego zainteresowania wykraczały poza ekonomię. Studiował geografię, zwłaszcza ludnościową, a w ostatnich latach życia pasjonował się badaniami nad historią Mazowsza w XVII–XIX w., co zaowocowało m.in. biogramami dla Polskiego Słownika Biograficznego oraz monografią Ignacy Przyjemski, starosta łomżyński (Olsztyn 2004).

## Relacje rodzinne
Jego ojciec, również Bronisław, był żołnierzem Legionów i posłem na sejm RP; matka, Jadwiga z Zaleskich działała w POW; starsza siostra Anna Rudzińska, była czynna w opozycji za czasów PRL. 4 lutego 1950 roku ożenił się z Marią (1924–1993), córką płk Kazimierza Kozicza. Miał pięcioro dzieci (Michał Wojciechowski, świecki profesor teologii, oraz cztery córki).